# International Times
International Times (it o IT) è un giornale underground fondato a Londra nel 1966 e rilanciato come giornale web nel 2011. La redazione era composta dall'attivista politico John "Hoppy" Hopkins, David Zane Mairowitz, Peter Stansill, Barry Miles, Jim Haynes e lo scrittore Tom McGrath. Jack Moore, lo scrittore d'avanguardia William Levy e Mick Farren, cantante nei The Deviants. L'attuale staff editoriale include il matematico e filosofo attivista Mike Lesser (1943 - 2015), Robert Tascher, il pluripremiato poeta e attore Heathcote Williams e gli artisti e attivisti Elena Caldera, Claire Palmer, Nick Victor, Dave Cooper, Rupert Loydell e altri.